# (24046) Malovany
(24046) Malovany (1999 TX3) – planetoida z pasa głównego asteroid okrążająca Słońce w ciągu 3,53 lat w średniej odległości 2,32 j.a. Odkryta 2 października 1999 roku.